# David Korbmann
David Korbmann (* 1986 in München) ist ein deutscher Schauspieler.

## Leben
Korbmann absolvierte von 2011 bis 2015 sein Schauspielstudium an der Akademie für Darstellende Kunst Baden-Württemberg in Ludwigsburg. Während seiner Ausbildung spielte und erarbeitete er zahlreiche Rollen der klassischen Theaterliteratur (Shakespeare, Kleist, Grillparzer, Gerhart Hauptmann, Henrik Ibsen, Ödön von Horváth, Tennessee Williams und Samuel Beckett).
2014 absolvierte er einen Film-Schauspiel-Workshop der Filmakademie Baden-Württemberg. Außerdem besuchte er verschiedene Film-Workshops, u. a. in der Meisner Technik bei Kai Ivo Baulitz. Bereits während seiner Ausbildung wirkte Korbmann in Haupt- und Nebenrollen in verschiedenen Kurzfilmen, Diplom- und Abschlussfilmen mit, u. a. unter der Regie von Maria von Heland. Seither arbeitet er hauptsächlich für den Film und das Fernsehen. 
In dem Märchenfilm Der Teufel mit den drei goldenen Haaren (2013) spielte er, wieder unter der Regie von Maria von Heland, die Rolle des Schmieds. Anschließend war er in der ZDF-Fernsehreihe Stralsund (2015, als Anti-Globalisierungsaktivist Bosco Weber) und in der 6. Staffel der ZDF-Fernsehserie Die Chefin (2016, als Student und Oktoberfest-Rowdy Philip Loibl) zu sehen. 
Im 20. Film der ZDF-Krimireihe Marie Brand, Marie Brand und der Liebesmord (2017), spielte er den an Diabetes erkrankten „Computer-Nerd“ Dietrich Degenhardt, den tatverdächtigen ehemaligen Inhaber einer Online-Partnervermittlungsagentur. Für den Fernsehfilm Eltern und andere Wahrheiten (2017) stand er erneut unter der Regie von Maria von Heland vor der Kamera. In der 14. Staffel der ZDF-Serie SOKO Wismar (2017) war Korbmann in einer Episodenrolle als tatverdächtiger Krankenpfleger in einer Seniorenresidenz zu sehen. In der ZDF-Fernsehreihe Lena Lorenz (2018) hatte er eine Nebenrolle als Metzgermeister Uli Cramer, der mit einem intersexuellen Kind in der Familie auf keinen Fall ins Gerede kommen will. In der 4. Staffel der ARD-Serie Die Kanzlei (2018) spielte er eine der Episodenrollen als Leiter einer christlich-fundamentalistischen Glaubensgruppe und Landkommune. In der ZDF-Krimireihe Helen Dorn (2019) verkörperte er den tatverdächtigen Fahrradhändler und Vergewaltiger Christian Jännicke.
In der historischen TV-Serie Sisi ist er seit der 1. Staffel (2021) als Graf Grünne zu sehen. In der 27. Staffel der Fernsehserie In aller Freundschaft (2024) ist er als ehemaliger WG-Mitbewohner und späterer Freund der Neurochirurgin Dr. Lilly Phan (Mai Duong Kieu) zu sehen. In der 16. Staffel der TV-Serie Die Bergretter (2024) spielte er den Landwirt Steffen Vogler, der heimlich eine illegale Cannabis-Plantage betreibt, um den verschuldeten Familienhof zu retten. In der ZDF-Reihe Das Traumschiff übernahm er in der Neujahrsfolge 2025 eine Hauptrolle als Romanautor Philipp Korte, dem bewusst wird, dass er seine Tochter nicht mehr länger in seinem selbst aufgebauten Lügenkonstrukt gefangen halten kann.
Korbmann lebt in Berlin.

## Filmografie (Auswahl)
- 2012: Gloomy Sunday (Kurzfilm)
- 2012: Drinnen ist Draußen (Diplomfilm)
- 2013: Das Meer im Fernseher (Kurzfilm; Darsteller und Synchronsprecher)
- 2013: Helden des Alltags (Fernsehfilm)
- 2013: Der Teufel mit den drei goldenen Haaren (Fernsehfilm)
- 2014: Fist of Karma (Kurzfilm)
- 2015: Stralsund – Der Anschlag (Fernsehreihe)
- 2016: Die Chefin (Fernsehserie; Folge: Oktoberfest)
- 2016: Wer aufgibt ist tot (Fernsehfilm)
- 2017: Marie Brand und der Liebesmord (Fernsehreihe)
- 2017: Eltern und andere Wahrheiten (Fernsehfilm)
- 2017: SOKO Wismar (Fernsehserie; Folge: Tödliche Nähe)
- 2018: Großstadtrevier (Fernsehserie; Folge: Braut mit Vorleben)
- 2018: Polizeiruf 110: Starke Schultern
- 2018: Kroymann (Satiresendung, eine Folge)
- 2018: Lena Lorenz – Eindeutig uneindeutig (Fernsehreihe)
- 2018: Die Kanzlei (Fernsehserie; Folge: Kinderkram)
- 2018: Unter anderen Umständen – Das Geheimnis der Schwestern (Fernsehreihe)
- 2019: Helen Dorn: Nach dem Sturm (Fernsehreihe)
- 2019: Träume – Der Usedom-Krimi (Fernsehreihe)
- 2019: Solo für Weiss – Für immer Schweigen (Fernsehreihe)
- 2020: Der Ranger – Paradies Heimat – Zeit der Wahrheit (Fernsehreihe)
- 2020: Nord Nord Mord – Sievers und die schlaflosen Nächte (Fernsehreihe)
- 2020: SOKO Köln (Fernsehserie; Folge: Techtelmechtel)
- 2021: In aller Freundschaft – Die jungen Ärzte (Fernsehserie; Folge: Vergiftet)
- 2021: Notruf Hafenkante (Fernsehserie; Folge: Männercamp)
- 2021, 2022, 2023, 2024: Sisi (Fernsehserie)
- 2024, 2025: In aller Freundschaft (Fernsehserie; Folgen: Die Sache, die man Liebe nennt, Lauter kleine Wunder, Auf Leben und Tod, Dankbarkeit)
- 2024: Die Bergretter – Gipfelrausch (Fernsehreihe)
- 2025: Das Traumschiff: Curaçao (Fernsehreihe)